# Хойник (Великопольське воєводство)
Хойник (пол. Chojnik) — село в Польщі, у гміні Сосне Островського повіту Великопольського воєводства.
Населення — 310 осіб (2011).

## Демографія
Демографічна структура станом на 31 березня 2011 року:
|          | Загалом | Допрацездатний вік | Працездатний вік | Постпрацездатний вік |
| -------- | ------- | ------------------ | ---------------- | -------------------- |
| Чоловіки | 161     | 30                 | 116              | 15                   |
| Жінки    | 149     | 29                 | 86               | 34                   |
| Разом    | 310     | 59                 | 202              | 49                   |